# ネフスキー (路面電車車両)
ネフスキー（ロシア語: Невский）は、ロシア連邦の鉄道車両メーカーであるPC輸送システムズが開発・展開する路面電車車両。ループ線が存在しない路線でも運用可能な両運転台式の3車体連接車で各種の最新技術が搭載されており、71-932という形式番号を有している。

## 概要
PC輸送システムズが展開する超低床電車の71-931M「ヴィチャズM」を基に、サンクトペテルブルク市電（サンクトペテルブルク）向けに開発された3車体連接車。「ヴィチャズM」との最大の変更点は、片運転台・片方向型の「ヴィチャズM」に対して運転台が前後車体に、乗降扉が車体の左右に設置されている両運転台・両方向型車両である事で、これにより折り返し用のループ線が存在しない系統でも支障なく営業運転が可能となっている。車内には52人分の座席に加え、車椅子やベビーカー用のフリースペース、空調装置、充電用USBポート、各種情報表示システムが設置されている。乗降扉付近にはヒーターが設置されており、冬季の氷の付着を防ぐ他、LED照明や信号音により扉の開閉を利用客に知らせる事が出来る。また、内装はアルミニウム合金が使用されており、火災負荷を大幅に軽減している。
緊急時に備えて「ネフスキー」には充電池が設置されており、停電時でも充電池に貯めた電気を用いて最大3 km走行可能である。また、PC輸送システムズが展開する他形式と同様、交通渋滞を事前に計算し加速や制動を最適化する人工知能システムや、自動で分岐器を作動させるシステムが搭載されている。

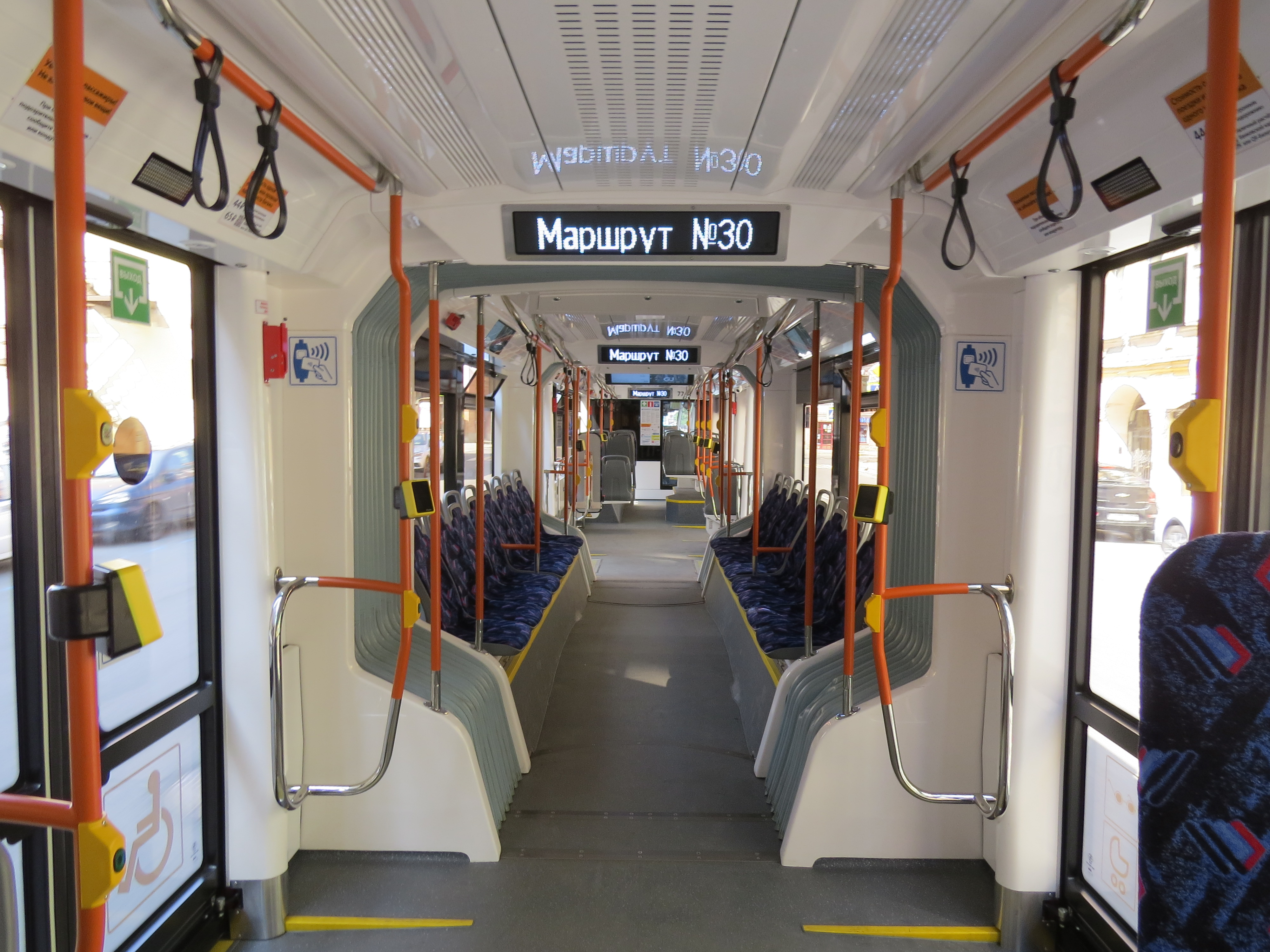
車内
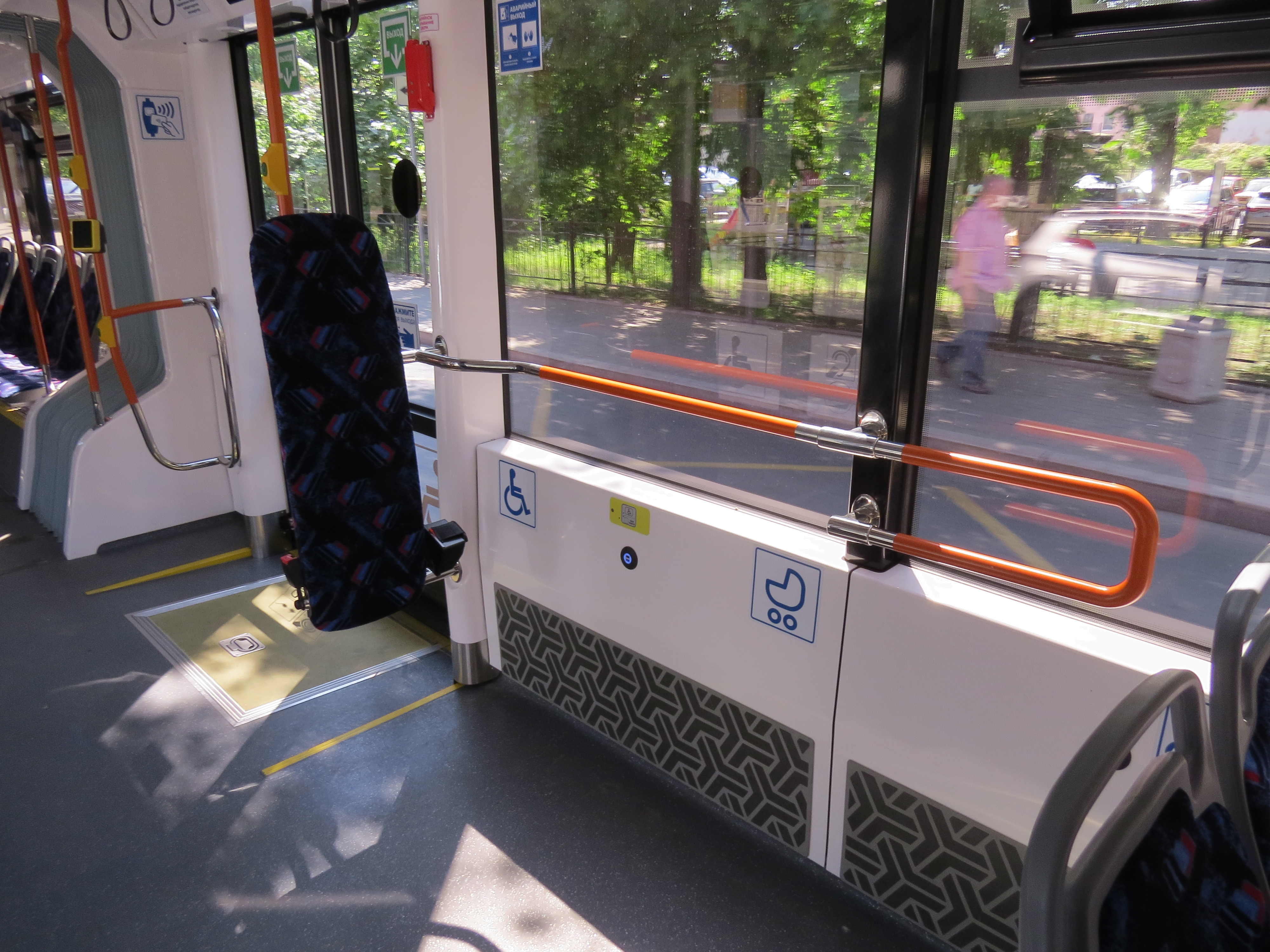
車椅子やベビーカーが設置可能なフリースペース

## 運用
最初の車両は2023年にサンクトペテルブルク市電へ納入され、同年中に合計38両がループ線が存在しない系統へ向けて投入される。そのうち28両は「チジク（Чижик）」系統での営業運転に対応するため、同系統の信号・制御システムに対応した機器が搭載される。また、2024年までに全線が開通する予定の民間企業資本の新規建設路線「スラヴャンカ（Славянка）」でも使用される事になっており、2025年に予定されている第一期路線の開通時に10両、全線開通時に12両が導入される。
前述のように「ネフスキー」はサンクトペテルブルク市電向けに開発された車両だが他都市への導入も行われており、2024年から2025年にかけてヴォルゴグラード市電およびヴォルゴグラード・メトロトラム（ヴォルゴグラード）に12両が導入される事になっている。

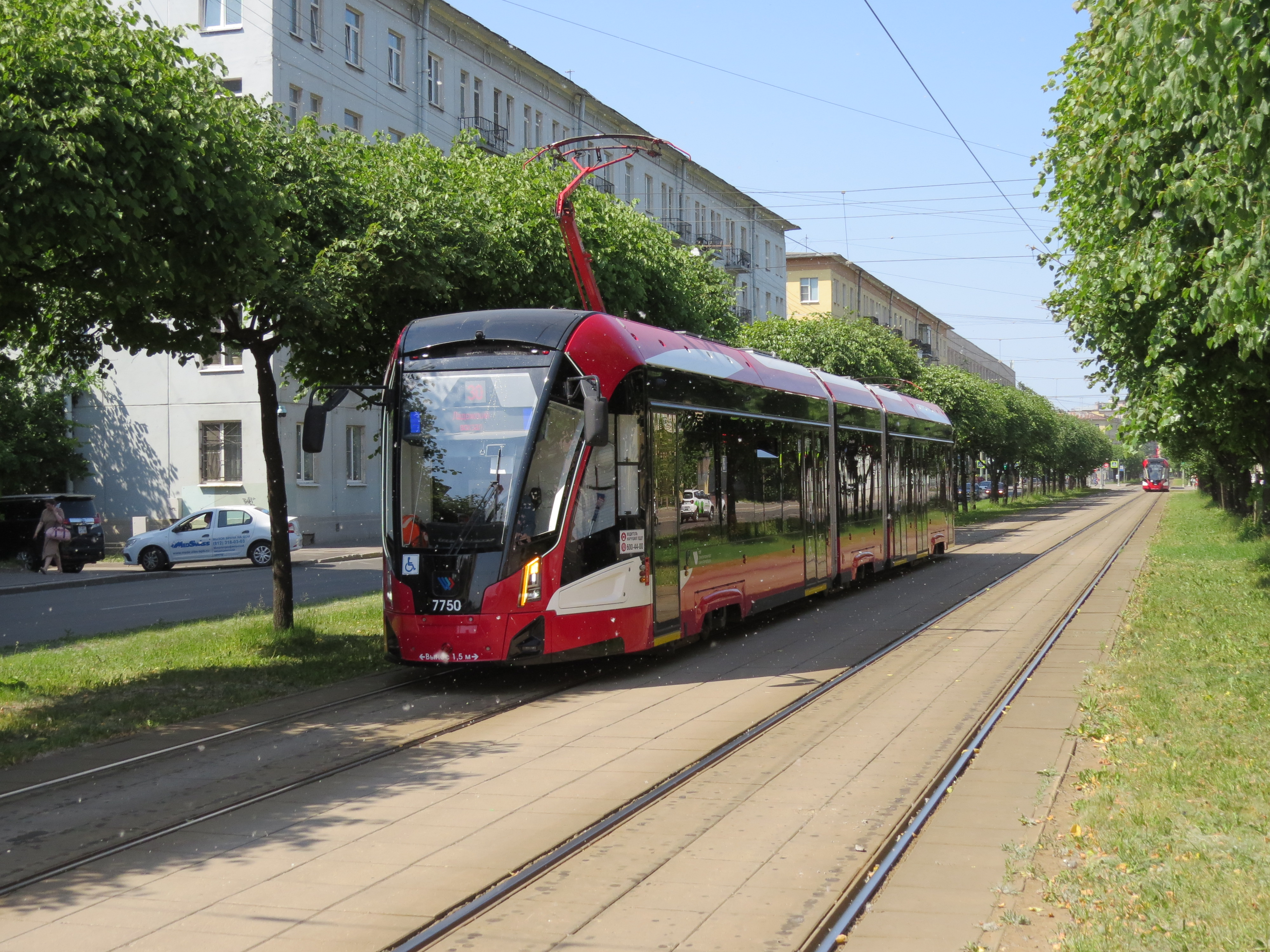
「ネフスキー」（サンクトペテルブルク市電） （2023年撮影）
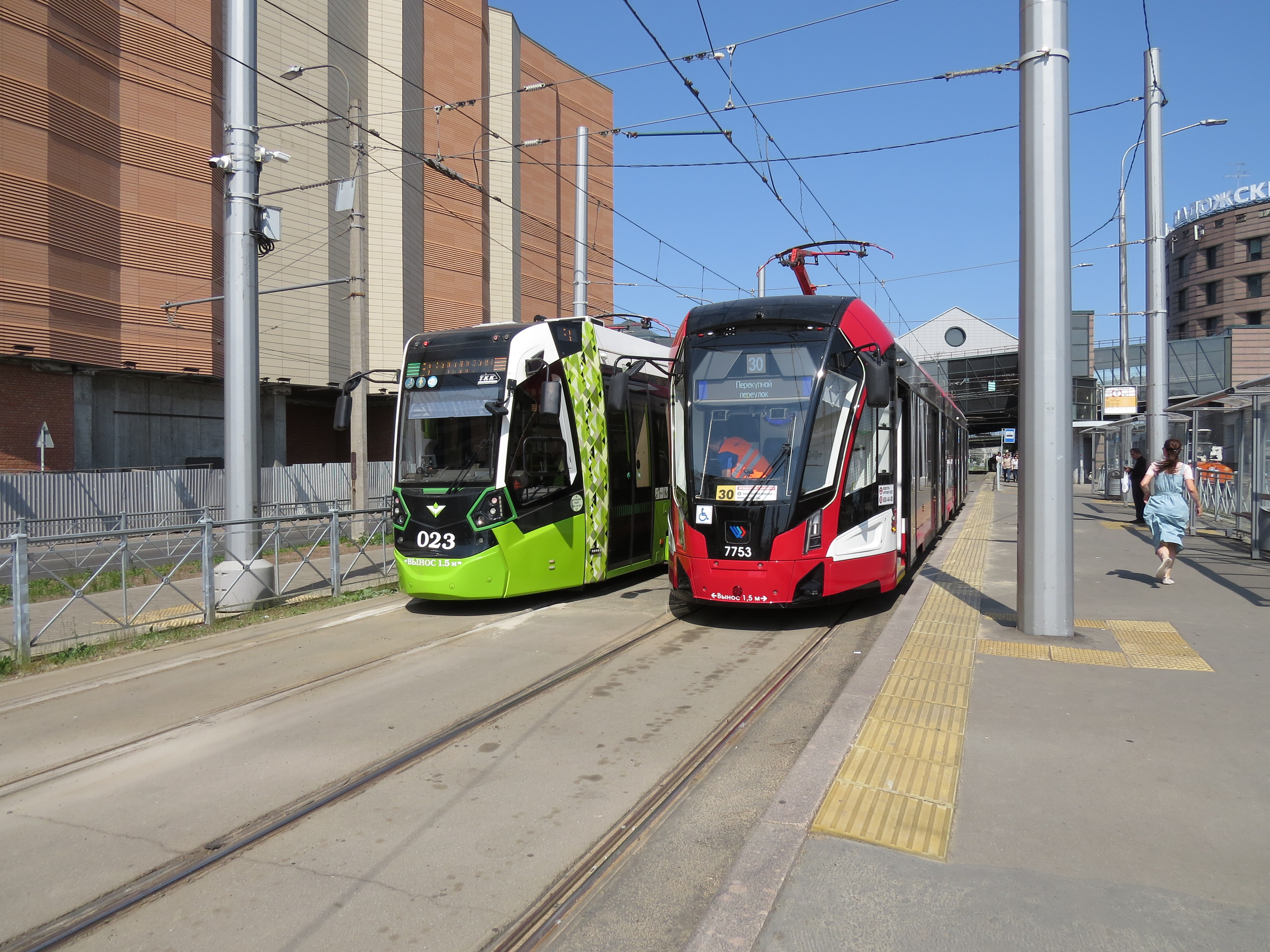
「チジク」用車両（左）と並ぶ「ネフスキー」（右） （2023年撮影）
「ネフスキー」（ヴォルゴグラード市電） （2024年撮影）